# Die Zwielicht LP
Die Zwielicht LP ist das zweite Studioalbum des deutschen Rappers Haze. Das Album erschien am 16. Februar 2018 beim Independent-Label Alte Schule Records. Es wird über Universal Music vertrieben. Unter anderem sind Sido, Nate57 und Amar auf dem Album mit Gastbeiträgen vertreten.

## Hintergrund
Mit seinen vorherigen Album Guten Abend, Hip Hop … aus dem Jahr 2016 erreichte Haze bereits weitreichende Bekanntheit. Er war danach unter anderem mit RAF Camora auf Tour. Am 29. Oktober 2017 erschien seine erste Single mit dem Titel Es geht los. Sie wurde auf YouTube veröffentlicht und kündigte zeitgleich sein zweites Album an, welches den Titel Die Zwielicht LP tragen sollte.
Typisch für seinen Musikstil, orientieren sich die Beats an den Boom bap der 1990er Jahre. Inhaltlich stehen seine Texte den Gangster-Rap-Stil nahe. Wie auch in seinen vorherigen Album waren die Produzenten Dasaesch und Dannemann für die Erstellung der Beats verantwortlich.
Das Album stieg am 23. Februar 2018 unter anderem auf Platz drei der von GfK Entertainment ermittelten deutschen Album-Charts ein, in denen es sich insgesamt drei Wochen halten konnte.

## Covergestaltung
Auf dem Cover ist der Rapper zu sehen, der Rauch ausatmet. Der Hintergrund ist schwarz gehalten. Rechts unten steht der Albumtitel und links oben sein Name. Beides ist in weißer Schrift gehalten.

## Titelliste

### Album
| #  | Titel                                              | Länge |
| -- | -------------------------------------------------- | ----- |
| 1  | Zwielicht – Intro                                  | 2:04  |
| 2  | Leise                                              | 2:54  |
| 3  | Es geht los                                        | 3:03  |
| 4  | Fluch (feat. Eazyono)                              | 2:54  |
| 5  | Becher & Blunt                                     | 3:12  |
| 6  | 9er (feat. Bozza & Svaba Ortak)                    | 3:39  |
| 7  | Ost Boys – Skit 1                                  | 0:22  |
| 8  | Weisch Weisch                                      | 3:36  |
| 9  | Ohne Chorus                                        | 2:04  |
| 10 | Schreibe mein Schicksal (feat. Svaba Ortak & Amar) | 4:46  |
| 11 | Einmal Karlsruh, immer Karlsruh                    | 3:40  |
| 12 | Unten an der Ecke (feat. Nate57)                   | 3:01  |
| 13 | Stara Škola (feat. Sido)                           | 3:11  |
| 14 | Ost Boys – Skit 2                                  | 0:23  |
| 15 | Kopffick                                           | 3:46  |
| 16 | Kletter nicht durchs Fenster rein (feat. Eazyono)  | 3:15  |
| 17 | Erzähl mir nix – Outro                             | 2:26  |

### Bonustracks
| # | Titel                                       | Länge |
| - | ------------------------------------------- | ----- |
| 1 | Zukunft (feat. Svaba Ortak)                 | 2:57  |
| 2 | Heute Nacht (feat. Svaba Ortak & Eazyono)   | 3:54  |
| 3 | Wer bist du?! (feat. Svaba Ortak & Eazyono) | 3:17  |
| 4 | Luna (feat. Svaba Ortak)                    | 3:16  |
| 5 | Alles Karma (feat. Svaba Ortak & Beloskoni) | 4:24  |

## Rezeption
Das Album erhielt überwiegend positive Resonanz.
Der Rezensent Robin Schmidt von der E-Zine Laut.de vergibt drei von fünf Sternen. Haze beschreibe sein Milieu „düster“, aber es sei „glaubhaft“. Er besteche „in puncto Flow mit Schnelligkeit und Präzision“.
Der Rezensent des Online-Magazin rap.de schreibt, der „einzigartige Slang des Badeners und einzelne fremdsprachige Wörter […] machen Haze zu einem absoluten Unikat“. Zudem habe der Rapper „seine Erzählungen noch besser auf den Punkt gebracht“. So erzeuge jeder Song „eine eigene Atmosphäre“.
Für Lukas Päckert von MZEE ist das Album aus einer tendenziell positiven Seite zu betrachten. Es knalle „einem rougher, dumpfer Boom bap entgegen, der gleichzeitig auch die düstere Stimmung der siebzehn Tracks perfekt einfängt“. Es könne „beinahe rundum zu überzeugen“, lediglich die Themen seien „eintönig“.
Der Rezensent des Fachmagazins Juice urteilt größtenteils positiv. Die Erzählung gestalte sich „abwechslungsreich“ und „bodenständig“. Es wird resümiert: „Das unnahbare Auftreten, die trockene Vortragsweise und der charmante Ostblock-Slang verleihen dem Album einen herrlich nonchalanten Beigeschmack, der vor Authentizität nur so strotzt“.